# Bitva o Guam (1941)
První bitva o Guam byla jedna z prvních bitev za války v Tichomoří mezi Američany a Japonci. Odehrála se na Marianském ostrově Guam. Začala 8. prosince 1941 vyloděním japonské námořní pěchoty a skončila o dva dny později dobytím ostrova. Jednalo se o první americké území, které za války padlo do japonských rukou. Ostrov byl v japonské okupaci až do roku 1944 kdy byl ostrov znovudobyt Američany během operace Forager.